# 天岡直嘉
天岡 直嘉（あまおか なおよし、1880年〈明治13年〉12月17日 - 1957年〈昭和32年〉1月8日）は、明治・大正・昭和初期の内務・逓信官僚。売勲事件で知られる。
内閣総理大臣桂太郎の娘・輝子の夫。逓信省為替貯金局長、逓信省貯金局長、賞勲局総裁を歴任。位階勲等は従三位勲二等、後に失位・褫奪。岐阜県出身。

## 経歴
岐阜県出身。1906年東京帝国大学法科大学卒業、内務省入省。
1907年、内閣書記官。1912年、内閣会計課長。1917年に逓信省に移って逓信省為替貯金局長となり、1920年に貯金局が分離すると逓信省貯金局初代局長になった。
友人の借金の保証人となったことから多額の負債を抱え、1926年に免官となる。
翌1927年には破産宣告を受けるが、破産宣告四日後に桂閥の田中義一が総理大臣に就任すると、乞われて賞勲局総裁に就任した。

### 売勲事件
叙勲を巡り天岡とその周辺に金銭のやり取りがあり、1929年に田中内閣が崩壊すると、天岡は逮捕・起訴された（売勲事件）。1935年になって大審院の判決が下り、懲役2年、追徴金14,250円の実刑判決が確定した。
これにより従三位を失位、勲二等瑞宝章、勲三等旭日中綬章及び大正三四年従軍記章、第一回国勢調査記念章、大礼記念章（大正/昭和）を褫奪された。

## 家族
- 父：天岡通剣（岐阜県人）[4]
- 妻：輝子（明治28年8月生。桂太郎の娘）
  - 男：寿一（明治44年8月生）
  - 二男：兵蔵（大正4年1月生。岐阜県人藤田りうの死跡を相続）
  - 娘：仲子（明治43年2月生。女子学習院出身）